# Отражающая подкатегория
В математике, подкатегория A категории B называется отражающей, если функтор вложения A в B имеет левый сопряженный. Этот сопряженный функтор часто называют отражателем. Двойственное определение — A ко-отражающая , если функтор вложения имеет правый сопряженный.

## Явное определение
Подкатегория A категории B называется отражающей в B, если для каждого объекта B категории B существует объект {\displaystyle A_{B}} категории A и B-морфизм {\displaystyle r_{B}\colon B\to A_{B}}, такой что для любого B-морфизма {\displaystyle f\colon B\to A} существует единственный A-морфизм {\displaystyle {\overline {f}}\colon A_{B}\to A}, такой что {\displaystyle {\overline {f}}\circ r_{B}=f}:
Пара {\displaystyle (A_{B},r_{B})} называется A-отражателем B. Морфизм {\displaystyle r_{B}} называется A-отражающей стрелкой.

## Примеры

### Алгебра
- Категория абелевых групп Ab — отражающая подкатегория категории групп Grp. Отражатель — функтор, отправляющий каждую группу в её абелианизацию. В свою очередь, категория групп — отражающая подкатегория категории полугрупп с делением.
- Категория полей — отражающая подкатегория категории целостных колец (с инъективными гомоморфизмами колец). Отражатель — функтор, отправляющий кольцо в его поле частных.
- Категория абелевых групп кручения — ко-отражающая подкатегория категории абелевых групп. Отражатель отправляет абелеву группу в её подгруппу кручения.
- Категория векторных пространств над данным полем k — это отражающая подкатегория категории множеств. Отражатель — функтор, отправляющий множество B в свободное векторное пространство, порожденное элементами B над k.

### Топология
- Колмогоровские пространства (T0-пространства) — отражающая подкатегория Top, категории топологических пространств, и колмогоровский фактор является отражателем.
- Категория компактных хаусдорфовых — отражающая подкатегория топологических пространств с аксиомой Тихонова. Отражатель — Компактификация Стоуна — Чеха.
- Категория полных метрических пространствs c равномерно непрерывными отображениями — отражающая полная подкатегория категории метрических пространств. Отражатель — пополнение метрического пространства.

### Функциональный анализ
- Категория банаховых пространств — отражающая полная подкатегория категории нормированных пространств и ограниченных линейных операторов. Отражатель — пополнение по норме.